# Tambaú
Tambaú là một đô thị ở bang São Paulo của Brasil. 
Đô thị này nằm ở vĩ độ 21º42'18" độ vĩ nam và kinh độ 47º16'28" độ vĩ tây, trên khu vực có độ cao 698 m. Dân số năm 2004 ước tính là 23.490 người.